# Cantó de Belfort-Oest
El cantó de Belfort-Oest és un cantó francès del departament del Territori de Belfort, situat al districte de Belfort. Compta amb part del municipi de Belfort.

## Municipis
- Belfort

## Història
| Data d'elecció                           | Identitat              | Partit                       | Qualitat |
| ---------------------------------------- | ---------------------- | ---------------------------- | -------- |
| 1979-1985                                | M. Walter              | radical, després UP          |          |
| 1955-1958                                | Hubert Metzger         | MRP                          |          |
| 1958-1966                                | Marcel Braun           | FGDG, després PS             |          |
| 1966-1979                                | Michel Dreyfus-Schmidt | PCF                          |          |
| 1979-                                    | Christian Proust       | PS, després MDC, després MRC |          |
| les dades anteriors no són pas conegudes |                        |                              |          |
|                                          |                        |                              |          |